# Nicolas Vogondy

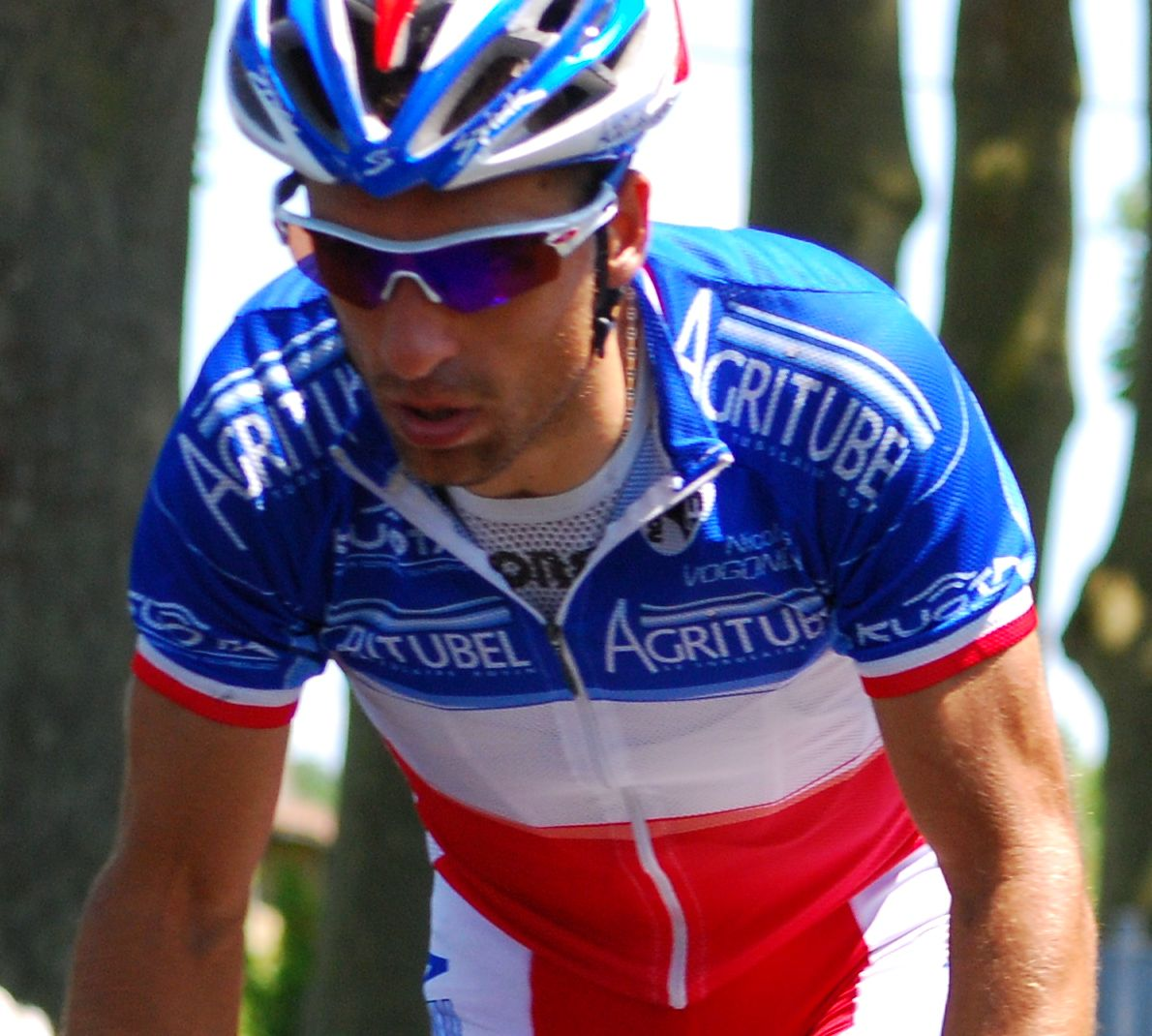
Nicolas Vogondy al Tour de França de 2008

Nicolas Vogondy (Blois, 8 d'agost de 1977) és un ciclista francès, professional des del 1997 fins al 2013. En el seu palmarès destaquen dues edicions del Campionat de França de ciclisme en ruta, el 2002 i el 2008, i una del de contrarellotge, el 2010.

## Palmarès
- 1997
  - Vencedor d'una etapa del Tour de Normandia
- 1999
  - Vencedor d'una etapa del Circuit des Mines
- 2002
  -  Campió de França de ciclisme en ruta
  - 1r al Bol d'or des Monédières
  - 1r a la Polynormande
  - Vencedor d'una etapa del Circuit des Mines
- 2003
  - 1r a l'A Travers le Morbihan
  - Vencedor d'una etapa del Tour del Llemosí
- 2004
  - Vencedor d'una etapa del Regio-Tour
- 2005
  - Vencedor d'una etapa de la Ruta del Sud
- 2006
  - 1r a la Châteauroux Classic de l'Indre
  - Vencedor d'una etapa del Tour du Poitou-Charentes
- 2007
  - 1r als Boucles de la Mayenne i vencedor d'una etapa
  - Vencedor d'una etapa del Rhône-Alpes Isère Tour
- 2008
  -  Campió de França de ciclisme en ruta
  - 1r als Tres dies de Vaucluse i vencedor d'una etapa
  - Vencedor d'una etapa del Rhône-Alpes Isère Tour
  - Vencedor d'una etapa dels Boucles de la Mayenne
- 2009
  - Vencedor d'una etapa del Rhône-Alpes Isère Tour
- 2010
  -  Campió de França de contrarellotge
  - Vencedor d'una etapa del Critèrium del Dauphiné

### Resultats al Tour de França
- 2001. 89è de la classificació general
- 2002. 19è de la classificació general
- 2003. 117è de la classificació general
- 2007. 92è de la classificació general
- 2008. 64è de la classificació general
- 2009. 68è de la classificació general

### Resultats al Giro d'Itàlia
- 2000. 84è de la classificació general
- 2004. 81è de la classificació general
- 2006. 44è de la classificació general

### Resultats a la Volta a Espanya
- 2005. 63è de la classificació general